# Rosenrot (single)
Rosenrot (Duits voor rozenrood) is een nummer van de Duitse metalband Rammstein. Rosenrot is de tweede single van het gelijknamige album.
Rosenrot creëerde sterke verwachtingen bij de liefhebbers van Rammstein, omdat dit de eerste single van het vierde studioalbum Reise, Reise zou worden (dit werd later het nummer Mein Teil). Uiteindelijk haalde Rosenrot het zelfs helemaal niet om op de tracklist van Reise, Reise te komen en werd het pas uitgebracht in het volgende album.
De tekst bevat stukjes uit een gedicht van Johann Wolfgang von Goethes Heidenröslein en het verhaal Schneeweißchen und Rosenrot, van de gebroeders Grimm.

## Video
De video ging in première op 30 november 2005, op MTV Rockzone. Hij werd geregisseerd door Zoran Bihać. De video is gefilmd op 13 en 14 november 2005, nabij het dorp Măgura in het district Brașov in Roemenië.
De video toont de bandleden als reizende monniken uit verschillende religieuze rangen die naar een klein dorp gekomen zijn.
In de video wordt de zanger van de band, Till Lindemann verliefd op een van de plaatselijke meisjes (gespeeld door het toen veertienjarige Roemeense model Cătălina Lavric), dat hij leert kennen op een feest. Op verzoek van het meisje gaat hij naar diens huis en vermoordt hij de ouders. Als hij het huis verlaat, lacht hij naar het meisje en het glimlacht kort terug, daarna schreeuwt het meisje waarop de dorpelingen vanuit de duisternis op Till komen afstormen en ze hem slaan. Ze binden hem vast op een brandstapel, en Tills collega-monniken en zijn geliefde doen mee in de executie door het gooien van brandende fakkels op de houtstapel.
De video spiegelt de tekst van het lied: in zowel de video als het nummer wordt een man gevraagd om een zelfdestructieve en zinloze daad te plegen voor zijn geliefde, en sterft daarbij in de poging terwijl ze ongedeerd blijft.
Gedurende de video worden ook beelden getoond van de bandleden die zichzelf pijnigen met zwepen. De strenge priesters voelen liefde, lust en gulzigheid, en tegelijkertijd zijn ze te zien terwijl ze zichzelf geselen als boetedoening. De ironie hiervan is dat zodra een van de priesters in het reine komt met zijn liefde en geen schuld meer voelt, hij gedood wordt voor de moorden die hij gepleegd heeft. Soortgelijke ironie is te zien in de video van Ich will, waarin een bankoverval wordt beloond met de media-aandacht; hypocriete rechtvaardigheid is een veelvoorkomend onderwerp in de video's van Rammstein.

## Tracklist
| 1.                 | Rosenrot                       |               | 3:47 |
| 2.                 | Rosenrot (The Tweaker Remix)   | Chris Vrenna  | 4:34 |
| 3.                 | Rosenrot (Northern Lite Remix) | Northern Lite | 4:45 |
| 4.                 | Rosenrot (3am At Cosy Remix)   | Jagz Kooner   | 4:50 |
| Totale duur: 17:56 |                                |               |      |

Het is ook uitgebracht als een 2x2-track met een iets andere tracklist:
- "Rosenrot (single)" en "Rosenrot (Northern Lite Remix)"
- "Rosenrot (single-versie)" en "Rosenrot (Northern Lite Remix)"